# Godspeed You! Black Emperor
Godspeed You! Black Emperor – kanadyjska grupa post-rockowa powstała w 1994 roku w Montrealu. Publikuje swoją muzykę poprzez niezależną wytwórnię Constellation Records.
Po wydaniu debiutanckiego albumu F♯A♯∞ w 1997 zespół koncertował regularnie od 1998 do 2002. W 2003 członkowie zapowiedzieli przerwę w działalności na czas nieokreślony, by móc poświęcić się innym projektom. Mimo pojawiających się plotek o definitywnym rozpadzie, Godspeed You! Black Emperor powrócili w końcówce 2010 trasą koncertową. W październiku 2012 grupa wydała swój czwarty album, ’Allelujah! Don’t Bend! Ascend!, a w marcu 2015 piąty – Asunder, Sweet and Other Distress.
Grupa jest znana ze swoich wielominutowych, bogato zaaranżowanych kompozycji. Według niektórych źródeł podczas nagrywania swych płyt wykorzystywała jednocześnie trzy gitary, dwie gitary basowe, róg, skrzypce, altówkę, kontrabas oraz perkusję. Mimo że zespół nigdy nie przebił się do mainstreamu, wywarł istotny wpływ na muzykę post-rockową i stał się pośród niektórych przedmiotem kultu.

## Historia
Założycielami zespołu byli następujący muzycy: Roger Tellier-Craig (gitara), Norsola Johnson (wiolonczela), Efrim Menuck (gitara), Mauro Pezzente (gitara basowa), David Bryant (gitara), Thierry Amar (gitara basowa), Sophie Trudeau (skrzypce), Aidan Girt (instrumenty perkusyjne), oraz Bruce Cawdron (instrumenty perkusyjne).

## Członkowie
Obecni członkowie

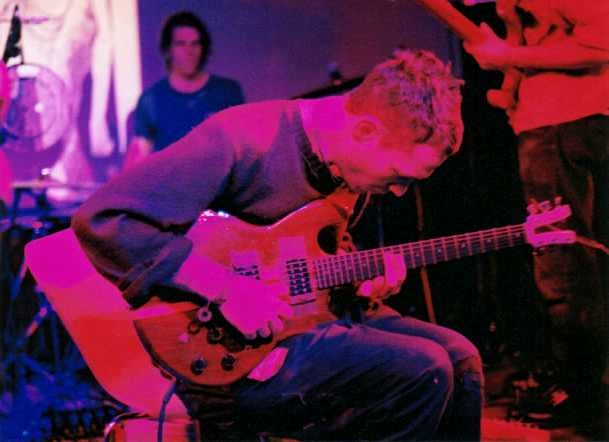
David Bryant – gitara
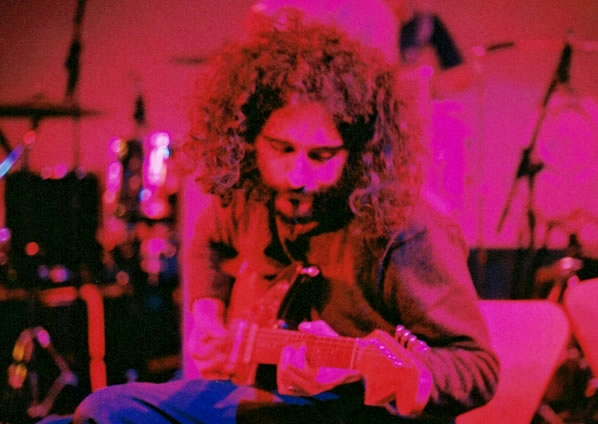
Efrim Menuck – gitara, instrumenty klawiszowe
- Mike Moya – gitara
- Sophie Trudeau – skrzypce
- Thierry Amar – kontrabas, bas
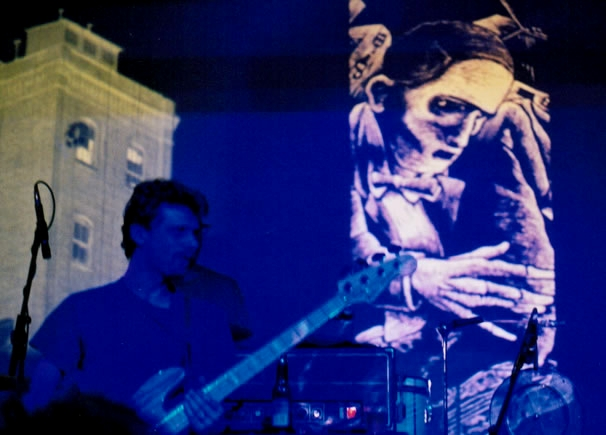
Mauro Pezzente – bas
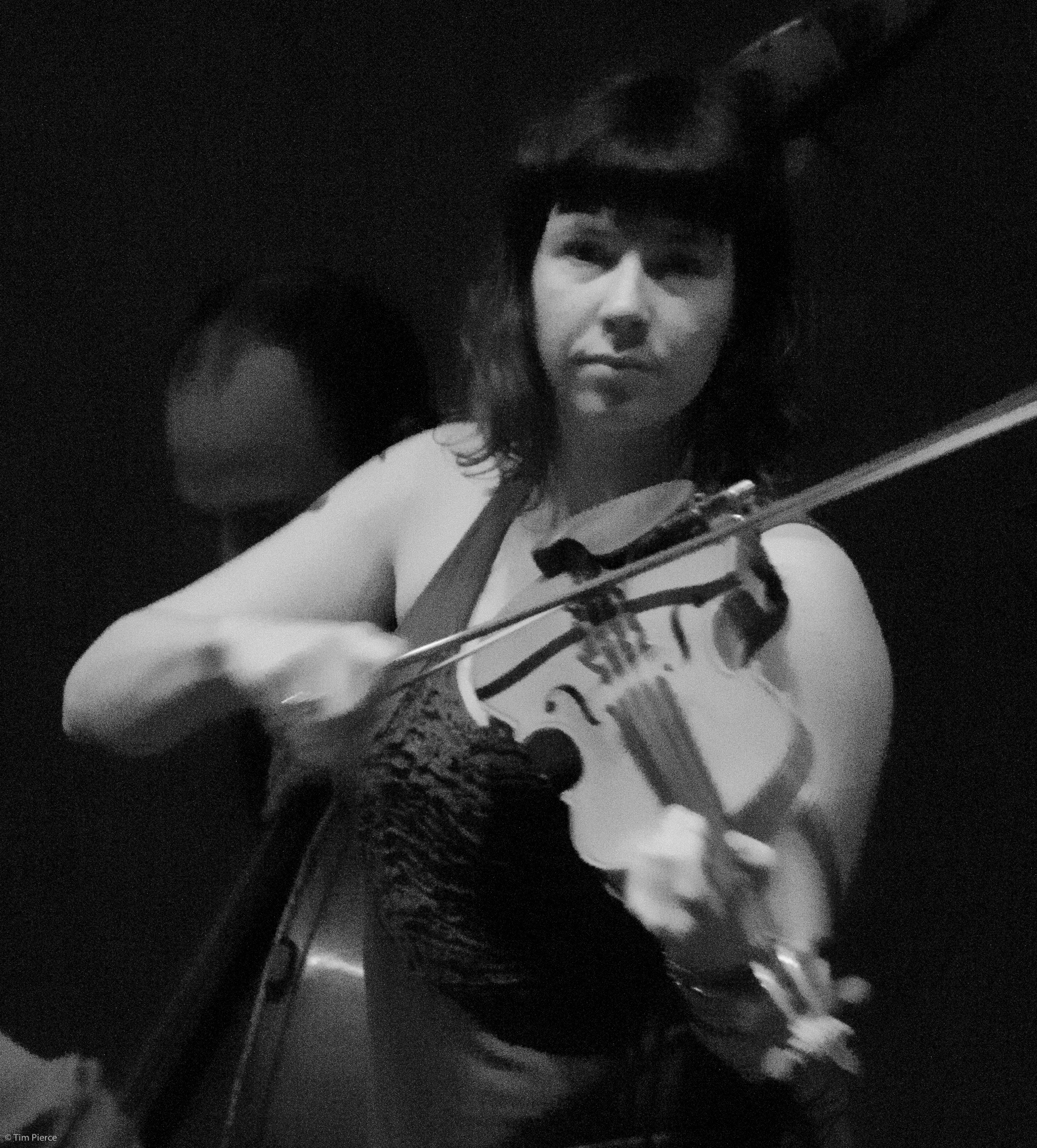
Sophie Trudeau

- Aidan Girt – perkusja
- Tim Herzog – perkusja
- Karl Lemieux – projekcje filmowe

Byli członkowie
- Bruce Cawdron – perkusja
- Norsola Johnson – wiolonczela
- Roger Tellier-Craig – gitara
- Grayson Walker – akordeon
- James Chau – instrumenty klawiszowe, klawesyn, gitara
- Thea Pratt – waltornia
- John Littlefair – projekcje filmowe
- Fluffy Erskine – projekcje filmowe
- Peter Harry Hill – dudy

- David Bryant
- Efrim Menuck
- Mauro Pezzente
- Sophie Trudeau

## Dyskografia

### Albumy studyjne
- F♯A♯∞ (1998)
- Lift Your Skinny Fists Like Antennas to Heaven (2000)
- Yanqui U.X.O. (2002)
- ’Allelujah! Don’t Bend! Ascend! (2012)
- Asunder, Sweet and Other Distress (2015)
- Luciferian Towers (2017)
- G_d's Pee AT STATE'S END! (2021)
- No Title as of 13 February 2024 28,340 Dead (2024)

### EP
- Slow Riot for New Zerø Kanada (1999)